# Uranophora venezuelensis
Uranophora venezuelensis är en fjärilsart som beskrevs av Klages 1906. Uranophora venezuelensis ingår i släktet Uranophora och familjen björnspinnare. Inga underarter finns listade i Catalogue of Life.